# 陸軍中野学校 竜三号指令
『陸軍中野学校 竜三号指令』（りくぐんなかのがっこうりゅうさんごうしれい）は、1967年1月3日に大映がお正月映画として配給した、田中徳三監督、市川雷蔵主演のスパイ映画。市川雷蔵主演でシリーズ化された『陸軍中野学校シリーズ』全5作品の、第3弾である。
日中戦争の和平交渉に向けて、日本から5人の外交官が派遣されるも、外国諜報機関の妨害によるテロ行為により全員が死亡する。竜三号と命名されたその事件を、陸軍中野学校の椎名が調べる様子を描いた作品。

## 配役
- 市川雷蔵 : 椎名次郎
- 加東大介 : 草薙中佐
- 安田道代 : 林秋子
- 松尾嘉代 : 周美蘭
- 滝田裕介 : 宋元弘
- 仲村隆 : 杉本明
- 早川雄三 : 佐々木中佐
- 新田昌玄 : 川添少尉
- 杉田康 : 呉武松
- ポール・シューマン : スタイナー
- マイク・ダーニン : オストロフ
- 有馬昌彦 : 辻井少佐
- 伊東光一 : 佐山勇造
- 原聖四郎 : 木原少将
- 松村達雄 : 張宇源
- 稲葉義男 : 参謀長

## スタッフ
- 監督 : 田中徳三
- 企画 : 関幸輔
- 撮影 : 牧浦地志
- 美術 : 内藤昭
- 音楽 : 池野成
- 編集 : 山田弘
- 脚本 : 長谷川公之

## 併映作品
- 『座頭市鉄火旅』 : 安田公義監督

## 陸軍中野学校シリーズ
- 『陸軍中野学校』 (1966年6月4日) 増村保造監督
- 『陸軍中野学校 雲一号指令』(1966年9月17日) 森一生監督
- 『陸軍中野学校 竜三号指令』 (1967年1月3日) 田中徳三監督
- 『陸軍中野学校 密命』 (1967年6月17日) 井上昭監督
- 『陸軍中野学校 開戦前夜』 (1968年3月9日) 池広一市川雷蔵陸軍中野学校夫監督